# Lein Labruyère

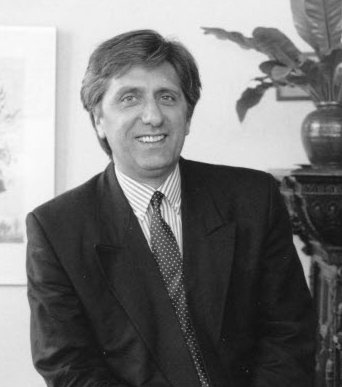
Burgemeester L.N. Labruyère (1995)

Lein Nicolaas Labruyère (Domburg, 1949) is een Nederlands voormalig bestuurder en politicus van de PvdA.
Zijn vader Adri Labruyère begon rond 1950 in Domburg een bakkerij die Lein Labruyère in 1981 overnam. Eind 1981 kwam hij tussentijds in de gemeenteraad van Domburg waar hij vanaf 1986 ook wethouder was maar hij bleef tevens actief als bakker. In juni 1989 werd Labruyère burgemeester van Brouwershaven als opvolger van Cees Slabbekoorn die met pensioen was gegaan. In november 1995, ruim een jaar voordat die gemeente opgeheven zou worden, gaf Labruyère die functie op om voorzitter  te worden van het College van Bestuur van de Hogeschool Zeeland (HZ) wat hij tot 2001 zou blijven. Later zou blijken dat al in zijn bestuursperiode deze opleiding betrokken was bij wat de hbo-fraude zou gaan heten. De HZ ontving daarbij onterecht 12 miljoen euro aan overheidsgeld. Midden 2001 werd Labruyère voorzitter van het College van Bestuur van de Hogeschool Haarlem die toen al in een fusie proces zat dat een jaar later zou resulteren in de Hogeschool Inholland waarvan hij vicevoorzitter van het College van Bestuur zou worden. In 2010 kwam InHolland negatief in het nieuws omdat ze te gemakkelijk diploma's had verstrekt aan langstudeerders. Hierop stapte hij eind 2010 op na een vertrekregeling van 175 duizend euro te hebben bedongen. Een jaar later verscheen een rapport van de Inspectie van het Onderwijs waaruit bleek dat de voormalige topbestuurders van hogeschool Inholland tussen 2006 en 2010 bijna negen ton onrechtmatig hadden uitgegeven. Zo kreeg Labruyère in 2007 een extra salarisbetaling van 43.000 euro en werd er bijvoorbeeld veel meer gedeclareerd dan toegestaan was.